# Булавка Микола Володимирович
Микола Володимирович Булавка — прапорщик Збройних сил України, учасник російсько-української війни, що загинув у ході російського вторгнення в Україну в 2022 році.

## Життєпис
Микола Булавка народився 24 серпня 1974 року в селі Черемошна Воля Любомільського району на Волині. Після закінчення 9 класів середньої школи у рідному селі вступив до Любомльського ПТУ, де одержав диплом з будівельної справи. У 1992 році його призвали до лав ЗСУ. Присягу приймав в нині окупованому Криму, в Євпаторії, а служив у Маріуполі. Після строкової служби спершу пішов на комп'ютерні курси від біржі праці. Потім його направили в школу прапорщиків. Після закінчення — пішов служити 5 років за контрактом — у Володимирі. Наприкінці 1990-х років військова служба була не престижною. Тому пішов зі служби і працював в ще одній улюбленій професії — будівельника. Багато років працював у Києві, їздив вахтовим методом. Потім їздив на заробітки до Польщі. Все, що заробив, зміг вкласти у власне господарство. З червня 2018 року Микола Булавка проживав у сусідньому селі Зачернеччя, де купив собі будинок та переїхав від батьків. Три роки пропрацював робітником з обслуговування у школі цього села.
З початком повномасштабного військового вторгнення РФ в Україну пішов добровольцем до тероборони, а з 7 березня до українського війська. Обіймав посаду командира відділення. Загинув 24 березня 2022 року під час ворожого артилерійського обстрілу поблизу села Засілля Вітовського району Миколаївської області. Провели в останню путь військовика 28 березня 2022 року в рідному селі Черемошна Воля Головненської громади. Відспівали полеглого у храмі Святої Великомучениці Катерини у Черемошній Волі, а поховали на кладовищі села Нудиже.

## Нагороди
- орден «За мужність» III ступеня (2022, посмертно) — за особисту мужність і самовіддані дії, виявлені у захисті державного суверенітету та територіальної цілісності України, вірність військовій присязі [5].